# Niesiebąd
Niesiebąd, Niesiebud – staropolskie imię męskie, złożone z trzech członów: Nie- (przeczenie), sie (przypadek zależny od siego, sich – "w najbliższym czasie") i -bąd ("bądź"). Istnieje też hipoteza, że Sie- w tym wypadku jest formą Wsze-; imię oznaczałoby wtedy "tego, który nie jest wszędzie", tzn. "tego, który lubi przebywać w jednym miejscu".
Żeńskie odpowiedniki: Niesiebądka, Niesiebudka.